# Peter David (Grenade)
Pour l'écrivain américain, voir Peter David.
Pour les articles homonymes, voir David.
Peter David, né le 26 juillet 1957 à Saint George, est un homme politique grenadien, membre du Nouveau Parti national.
De 2008 à 2010, et de 2018 à 2020, il est ministre des Affaires étrangères et du Tourisme.
Il est le secrétaire général du Congrès démocratique national.